# Laurențiu Marinescu
Laurențiu Nicolae Marinescu (* 25. August 1984 in Ploiești) ist ein rumänischer ehemaliger Fußballspieler.

## Karriere

### Verein
Die Karriere von Marinescu begann im Jahr 2002, als er in den Kader der ersten Mannschaft von Petrolul Ploiești in der zweiten rumänischen Liga, der Divizia B kam. Im ersten Jahr kam er auf zehn Einsätze und stieg mit seinem Klub in die Divizia A auf. In der Saison 2003/04 musste er mit seinem Team nach nur einem Jahr bereits wieder absteigen. Er blieb bei Petrolul und versuchte sich mit dem Verein in den folgenden Jahren an einer Rückkehr ins Oberhaus. Diese wurde jedoch zumeist knapp verpasst. In der Saison 2005/06 zog er mit seiner Mannschaft im rumänischen Pokal ins Halbfinale ein, unterlag dort aber dem späteren Sieger Rapid Bukarest. In den Spielzeiten 2006/07 und 2007/08 erreichte er mit sieben bzw. zehn Toren die beste Trefferausbeute seiner Laufbahn.
Im Sommer 2009 verpflichtete der amtierende rumänische Meister Unirea Urziceni Marinescu. Er gehörte nur unregelmäßig zum Aufgebot des Vereins in der Liga 1, in der Champions League kam er nicht zum Zuge. Er beendete die Spielzeit 2009/10 nach 15 Einsätzen und zwei Toren als Vizemeister hinter CFR Cluj. Anfang September 2010 holte Rekordmeister Steaua Bukarest ihn in die Hauptstadt. War er bei Steaua anfangs noch Ergänzungsspieler, wurde er in der Rückrunde 2010/11 zur Stammkraft. Zum Saisonende wurde er jedoch nur noch selten berücksichtigt. Er verpasste so auch den Pokalsieg seines Klubs im Finale gegen Dinamo Bukarest.
Nach nur einem Jahr in Bukarest wechselte Marinescu im Sommer 2011 zu Ligakonkurrent Universitatea Cluj. Dort wurde er im Laufe der Hinrunde 2011/12 zum Stammspieler im Mittelfeld, verlor diesen Status in der Rückrunde jedoch wieder. In der Liga erreichte er mit Cluj einen Platz im vorderen Mittelfeld. Im Sommer 2012 kehrte er zu Petrolul Ploiești zurück. Dort wurde er in der Saison 2012/13 zur festen Größe im Mittelfeld und zeitweise zum Kapitän der Mannschaft, ehe er sich im Mai 2013 eine Verletzung zuzog, die ihm eine Pause von fast einem Jahr einbrachte. Dadurch verpasste er auch das Pokalfinale 2013. Im April 2014 kehrte er ins Team zurück.
Marinescu blieb Petrolul bis zum Abstieg 2016 treu. Anschließend schloss er sich dem FC Voluntari an.

### Nationalmannschaft
Marinescu bestritt ein Spiel für die rumänische Nationalmannschaft, als ihn Nationaltrainer Victor Pițurcă im Januar 2012 in sein Aufgebot für ein Freundschaftsspiel gegen Turkmenistan berief und in der Halbzeitpause für Dorin Goga einwechselte.

## Erfolge
- Rumänischer Pokalsieger: 2011, 2013, 2017
- Aufstieg in die Liga 1: 2003